# Apis mellifera remipes
Apis mellifera cypria este o subspecie a albinei melifere europene (Apis mellifera), răspândită în Caucaz.